# Brad (prénom)
Pour les articles homonymes, voir Brad.
Brad est un prénom masculin d'origine galloise.

## Étymologie
Brad signifie trahison en gallois.
C'est également l'abréviation américaine des prénoms Bradley  et Bradford [réf. nécessaire].

## Variante
- Bradwr[1]

## Personnalités portant ce prénom
- Pour l'ensemble des articles sur les personnes portant ce prénom, consulter :
  - la liste des articles dont le titre commence par ce prénom
  - les listes produites par Wikidata : Liste des personnes de prénom « Brad » — même liste en incluant les éventuels prénoms composés qui contiennent « Brad ».

## Référence
1. 1 2 3  (fr) Brad sur l'Arbre-celtique.com